# Neuberger Berman
Neuberger Berman is een Amerikaanse vermogensbeheerder en private bank. Het bedrijf voorziet welgestelde particulieren van financiële diensten.
Neuberger Berman werd in 1939 door Roy Neuberger en Robert Berman opgericht in New York. Van 2003 tot 2008 was de bank onderdeel van Lehman Brothers, na het faillissement van Lehman werd de bank door haar eigen management gekocht.